# Leo Lobos
Leo Lobos (Santiago do Chile, 1966-) é um poeta, ensaísta, tradutor  e artista visual chileno.
Já publicou 12 livros de poemas  . É o autor de Poesía Reunida 1986-2003, entre outros títulos .